# Burgruine Osterburg (Henfstädt)
Die Burgruine Osterburg ist eine mittelalterliche Burgruine in der Gemarkung Henfstädt bei Themar im Landkreis Hildburghausen in Thüringen.

## Geographische Lage
Die Ruine der Spornburg liegt bei 415 m ü. NN auf dem Hainberg (583 m) über dem oberen Tal der Werra bei Henfstädt im thüringischen Landkreis Hildburghausen.

## Geschichte

### Ersterwähnung
Die Osterburg ist höchstwahrscheinlich in der ersten Hälfte des 13. Jahrhunderts entstanden. Erstmals erwähnt wurde die Burg in einer Elgersburger Urkunde vom 7. März 1268. Darin wurde die Osterburg mit ihrem Zubehör als dem benachbarten Amt Schleusingen gleichwertig erachtet und der Gräfin Sophia von Henneberg zum Leibgeding ausgestellt. Unter dem Zubehör der Burg ist der Vogteibezirk zu verstehen, aus dem später das Verwaltungsamt Themar hervorging.
Hieraus lässt sich folgern, dass die Osterburg wahrscheinlich im Zuge des Landausbaus der Grafschaft Henneberg als wehrhafter Verwaltungsmittelpunkt errichtet wurde. Die Burg lag im Zentrum des Themarer Amts an einem wichtigen Kreuzungspunkt der Werratalstraße mit einer anderen Altstraße, die aus dem Gleichberggebiet kommend unmittelbar an der Osterburg vorbei in nördliche Richtung zog.

### Grafschaft Henneberg
Als Sitz eines Vogts als Vertreter der Landesherrschaft diente die Osterburg nur kurze Zeit. In der Hennebergischen Hauptteilung von 1274 fiel die Burg an die Hartenberger Linie der Grafen von Henneberg. Da bei dieser Teilung das Amt und auch die Stadt Themar geteilt wurden, ist höchstwahrscheinlich der Sitz des Vogtes von der Burg in die Stadt verlegt worden. Durch die Teilung des Amtes Themar entstanden für lange Zeit äußerst komplizierte Besitzverhältnisse, die sich natürlich auch auf die Osterburg auswirkten.
1359 sah sich die nach der Hartenburg bei Römhild benannte hennebergische Linie gezwungen, ihren Anteil an Stadt und Amt Themar, zu dem auch die Osterburg gehörte, an die Grafen Günter und Johann von Schwarzburg für 3000 Pfund Heller zu verpfänden. Das Einlösungsrecht des Pfandes ging 1371 mit der gesamten Grafschaft Henneberg-Hartenberg durch Verkauf an die Linie Henneberg-Aschach über. Nach einer heftigen Auseinandersetzung um das Erbe der 1378 ausgestorbenen Hartenberger Linie, bei der Themar und Marisfeld belagert und einige umliegende Dörfer verwüstet worden sein sollen, wurden die Grafen von Schwarzburg 1379 im Besitz der Osterburg bestätigt. Diese verpfändeten jedoch bereits 1380 die Burg an die Herren von Bibra.
1416 kaufte Wilhelm I. von Henneberg-Schleusingen († 1426), dessen Linie 1274 die andere Hälfte an Stadt und Amt Themar zugefallen war, das Einlöserecht der Burg vom Haus Schwarzburg zurück. Trotzdem blieb die Osterburg weiter Pfandeigentum der Herren von Bibra, welche wahrscheinlich viel zum Ausbau der Burg beitrugen. So forderte beispielsweise 1439 Graf Wilhelm II. von Henneberg die Herren von Bibra auf, die von ihnen errichteten Bauten am Graben und Zwinger der Osterburg wieder zu entfernen. Ob dies geschah, ist nicht bekannt. 1453 wurde das bisherige Pfandeigentum der Herren von Bibra in ein Lehen umgewandelt und die Burg von 1459 bis 1468 in drei Raten durch Henneberg-Schleusingen zurückgekauft.

### Verfall der Burg
Nach dem Wiedererwerb der Osterburg scheint zwar für einige Jahre der Vogteisitz von Themar wieder auf die Burg verlegt worden zu sein, jedoch verlor in den letzten Jahrzehnten des 15. Jahrhunderts die Burg wahrscheinlich zunehmend an Bedeutung. Es wurden zwar noch verschiedene Erhaltungsmaßnahmen durchgeführt, aber bereits in den 90er Jahren des 15. Jahrhunderts wurde bei Gräfin Margarete von Henneberg-Schleusingen nachgefragt, ob die Osterburg nun aufgegeben werden soll. 1496 tauchte in den Amtsrechnungen von Themar letztmals ein Wächter auf der Burg auf, so dass mit ziemlicher Sicherheit davon ausgegangen werden kann, dass die Osterburg um 1500 offen gelassen wurde.

## Beschreibung
Als Spornburg war die Osterburg bereits durch ihre natürliche Lage von drei Seiten relativ gut geschützt und vom Bergfried konnte man weite Teile des Werratals und der angrenzenden Hochflächen einsehen. Für die Versorgung der Burgmannschaft wirkte sich die relativ geringe Höhe des Burgberges gegenüber der Talsohle (circa 100 m) sicher ebenfalls positiv aus. Einen interessanten Einblick in die bauliche Situation auf der Osterburg um diese Zeit gibt ein 1459 aufgestelltes Teilinventar. Darin werden neben Waffen, Gerätschaften und Lebensmitteln auch einige Teile der Burganlage – Kemenate, Kapelle, verschiedene Türme, Backstube und Zwinger – erwähnt. Die Burgruine ist vollständig von einem Wall und Graben umgeben. Markantestes Wahrzeichen der Burg ist der erhaltene 20 m hohe Bergfried. Weiterhin sind der Südost-, der Nordwest- und der Ostturm erhalten geblieben. Diese dienten ursprünglich als Wehrtürme.

### Bergfried
Der Bergfried ist das älteste noch erhaltene Bauwerk der Osterburg. Er ist aufgrund seiner baulichen Merkmale (rundbogige Zugangspforte, Buckelquadermauerwerk) in die erste Hälfte des 13. Jahrhunderts zu datieren. Da der Bergfried oft als erstes Bauwerk einer Burg entstand, dürften also auch die Anfänge der Burg in dieser Zeit liegen. Für eine frühere Entstehungszeit der Osterburg gibt es jedenfalls bis jetzt keinen Beweis. Der originale Eingang liegt über dem heutigen Zugang. 1743 und 1816 brannte der Bergfried aus. 1968 wurde eine neue Innentreppe eingebaut und ein neues Dach aufgesetzt. 1994 wurde der Dachaufbau vergrößert und die Turmstube ausgebaut. 1995 bekam der Bergfried eine neue Außentreppe mit Überdachung.

### Brunnen
Der Burgbrunnen liegt unmittelbar gegenüber dem Bergfried innerhalb der Kernburg. Jahrhundertelang wurde der Brunnen bis zum Rand mit Bauschutt aufgefüllt. Es war lange Zeit umstritten, ob es sich hier um einen Brunnen oder eine Zisterne handelt. Die Schachtarbeiten haben jedoch den Beleg für einen Tiefbrunnen erbracht. Es lässt sich vermuten, dass der Brunnen ursprünglich in einem geschlossenen Gebäude mit Zugang zum Bergfried integriert war.

### Ost-Turm
Der Ost-Turm hat einen Durchmesser von 5,80 m und ragt noch 6,80 m auf. Im Inneren des Turms kann man zahlreiche Schießluken und Auflagesteine von ehemaligen Zwischenböden erkennen, die zeigen, dass der Turm ehemals mindestens drei Geschosse besaß. Im Zuge der Freilegung der Ostmauer wurde auch der Ost-Turm bis zu seinem ursprünglichen Niveau freigelegt und bekam damit wieder ein imposanteres Erscheinungsbild.

### Südost-Turm
Der Südost-Turm hat mit 5,90 Meter den größten Durchmesser der noch erhaltenen drei Wehrtürme. Erhalten sind noch zwei Geschosse und der Maueransatz für ein weiteres Geschoss. Der Türdurchbruch im Grabenbereich stammt aus jüngerer Zeit. Im Deckengewölbe befindet sich ein Schlupfloch.

### Nordwest-Turm
Der Nordwest-Turm gehört zu den wenigen erhaltenen Gebäudeteilen der Burg. Die erhaltene Turmhöhe (ohne Dach) beträgt rund zwölf Meter und der Basisdurchmesser nimmt etwa fünf Meter ein. Der Turm zeigte bedenkliche Bauschäden. An der Südseite war ein großer Mauerausbruch entstanden. Die Statik im Deckengewölbe war infolge starken Bewuchses beeinträchtigt, der Mauerring war nahezu vollständig verfallen.

### Ostmauer
Die Ostmauer ist 1950 auf einer Länge von 30 Metern teilweise eingestürzt und wurde unter Schuttmassen begraben. Unmittelbar am Südost-Turm haben sich noch Reste der ehemaligen äußeren Ringmauer mit einer Höhe von 8,50 Metern erhalten. In den Jahren 2006–2011 wurde der Schuttkegel über der noch vorhandenen Mauer von den Mitgliedern des Arbeitskreises Osterburg abgetragen und die noch vorhandenen Mauerreste gesichert. Mit dieser Maßnahme wurde der Burg ein großer Teil ihres ursprünglichen Aussehens zurückgegeben.

## Heutige Situation
Um dem sichtbaren Verfall der Ruine entgegenzuwirken, schlossen sich im Jahre 1977 einige heimatkundlich Interessierte zum „Arbeitskreis Osterburg“ zusammen. Dieser bemüht sich bis heute um diese Anlage.

## Osterburg

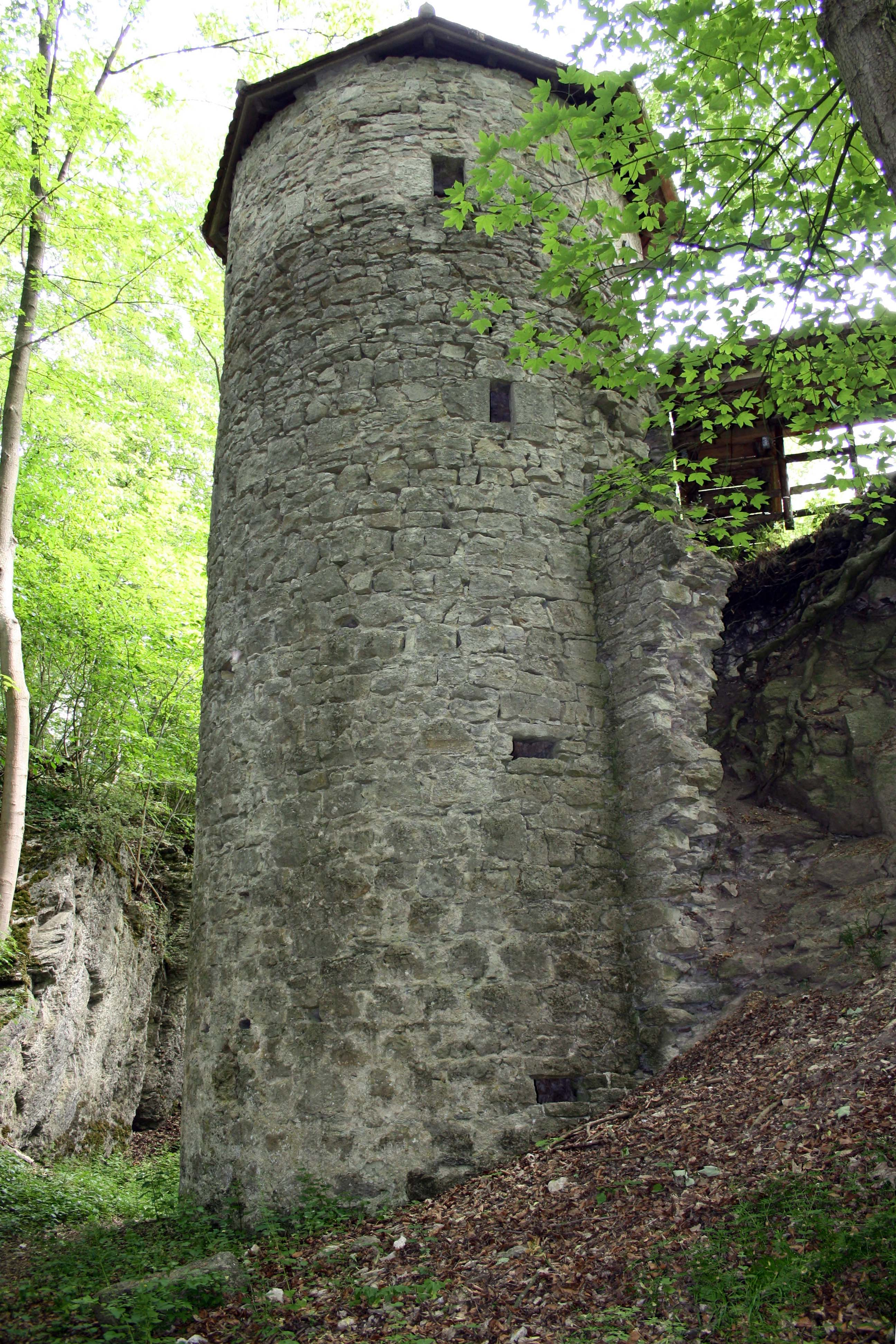
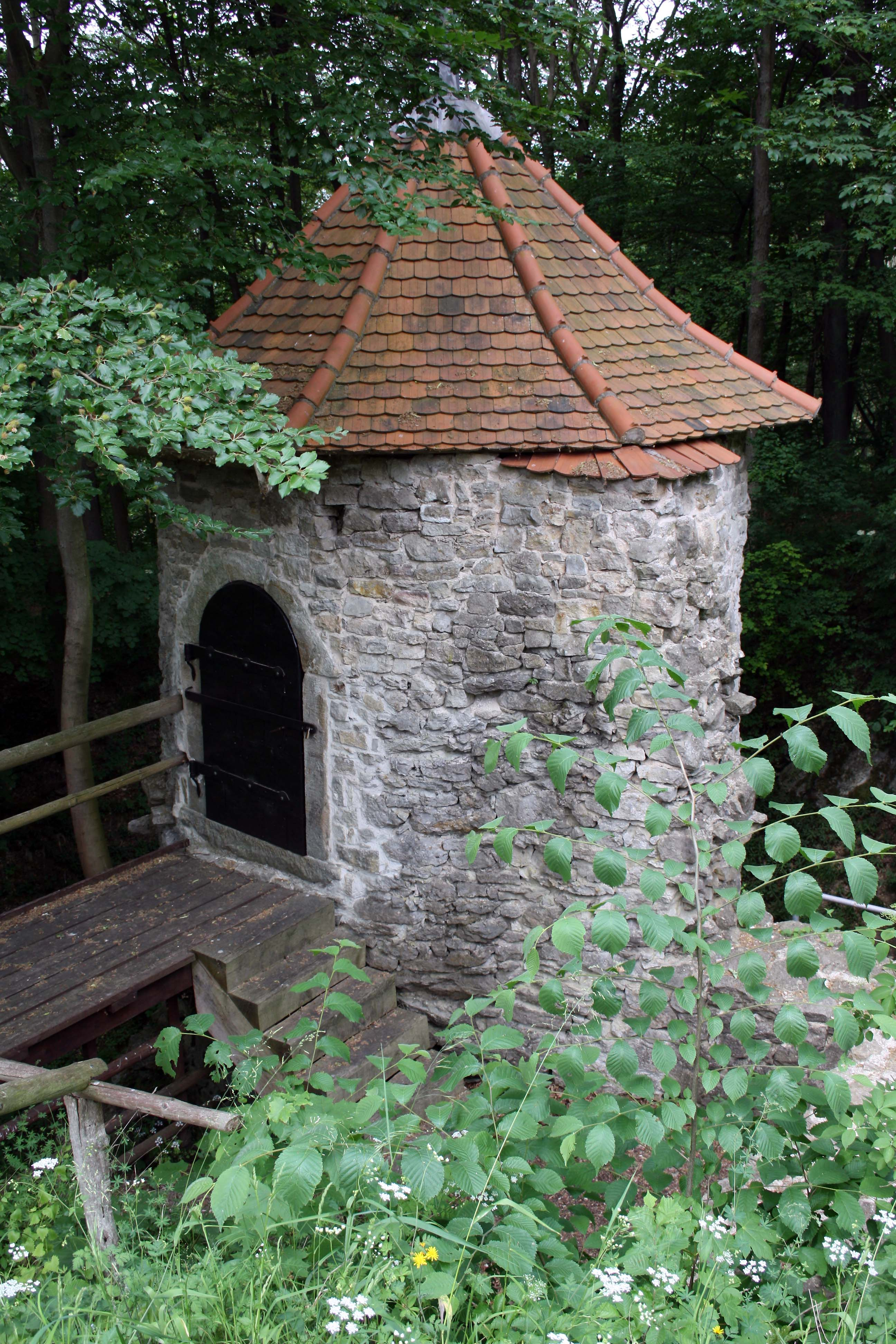
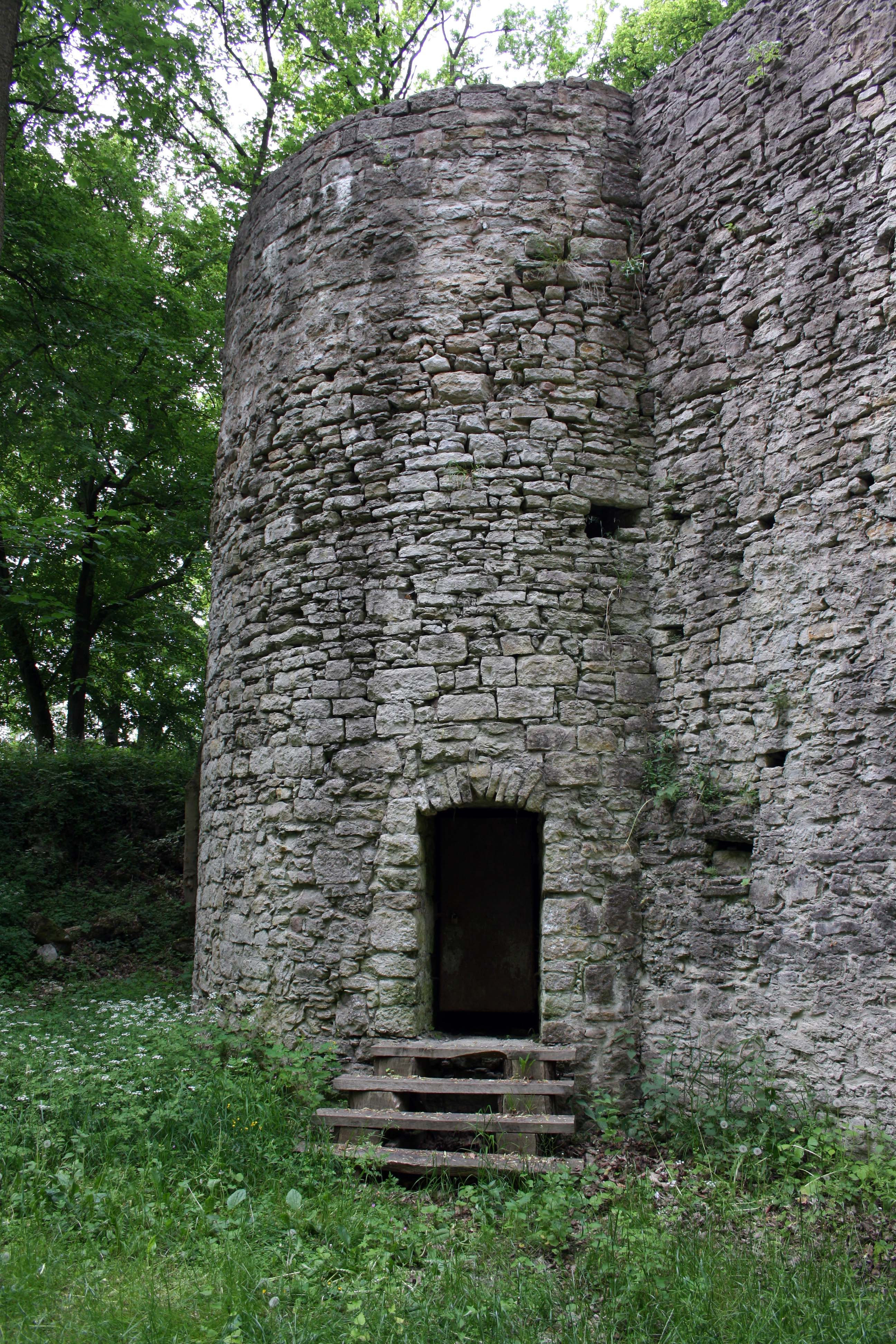
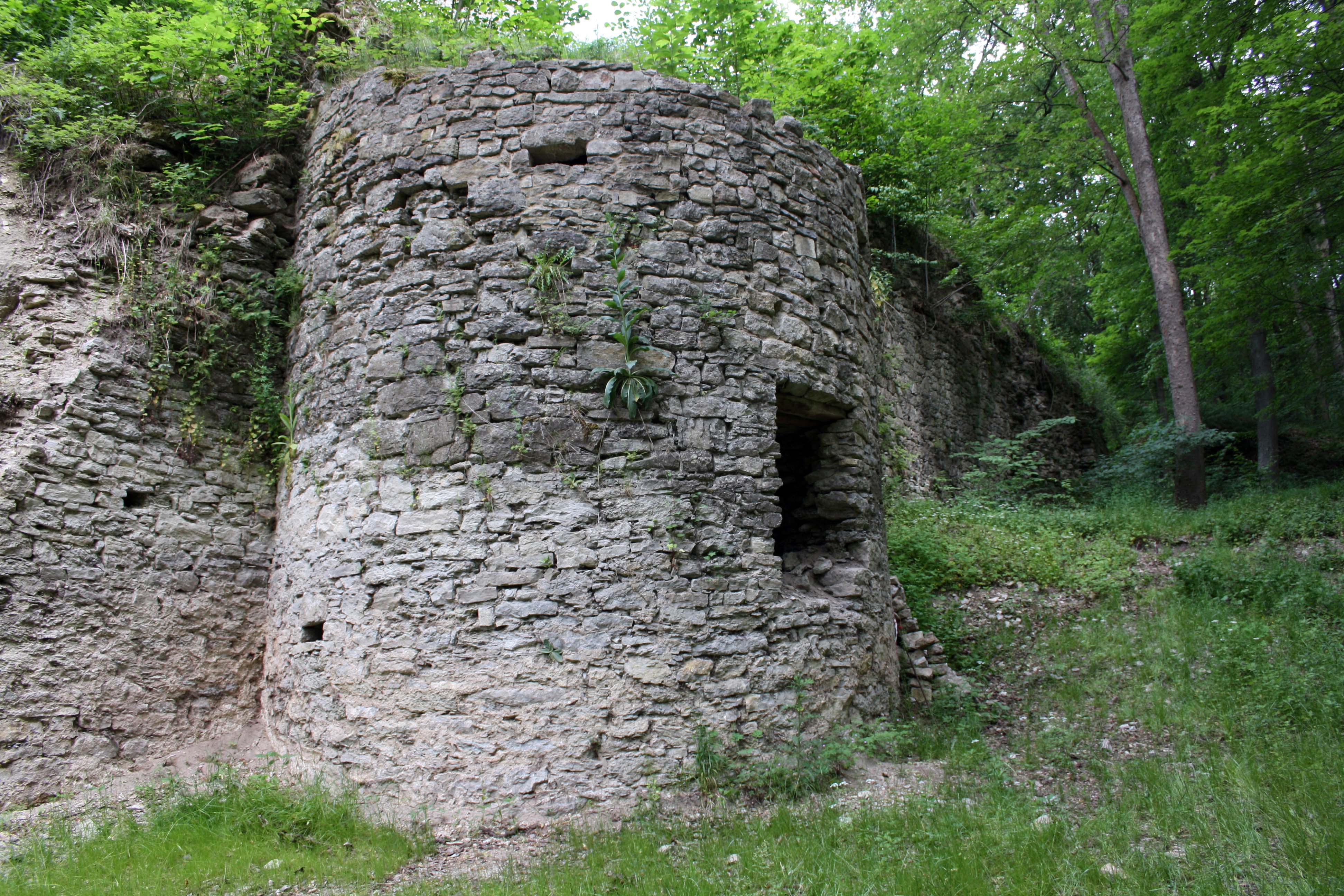
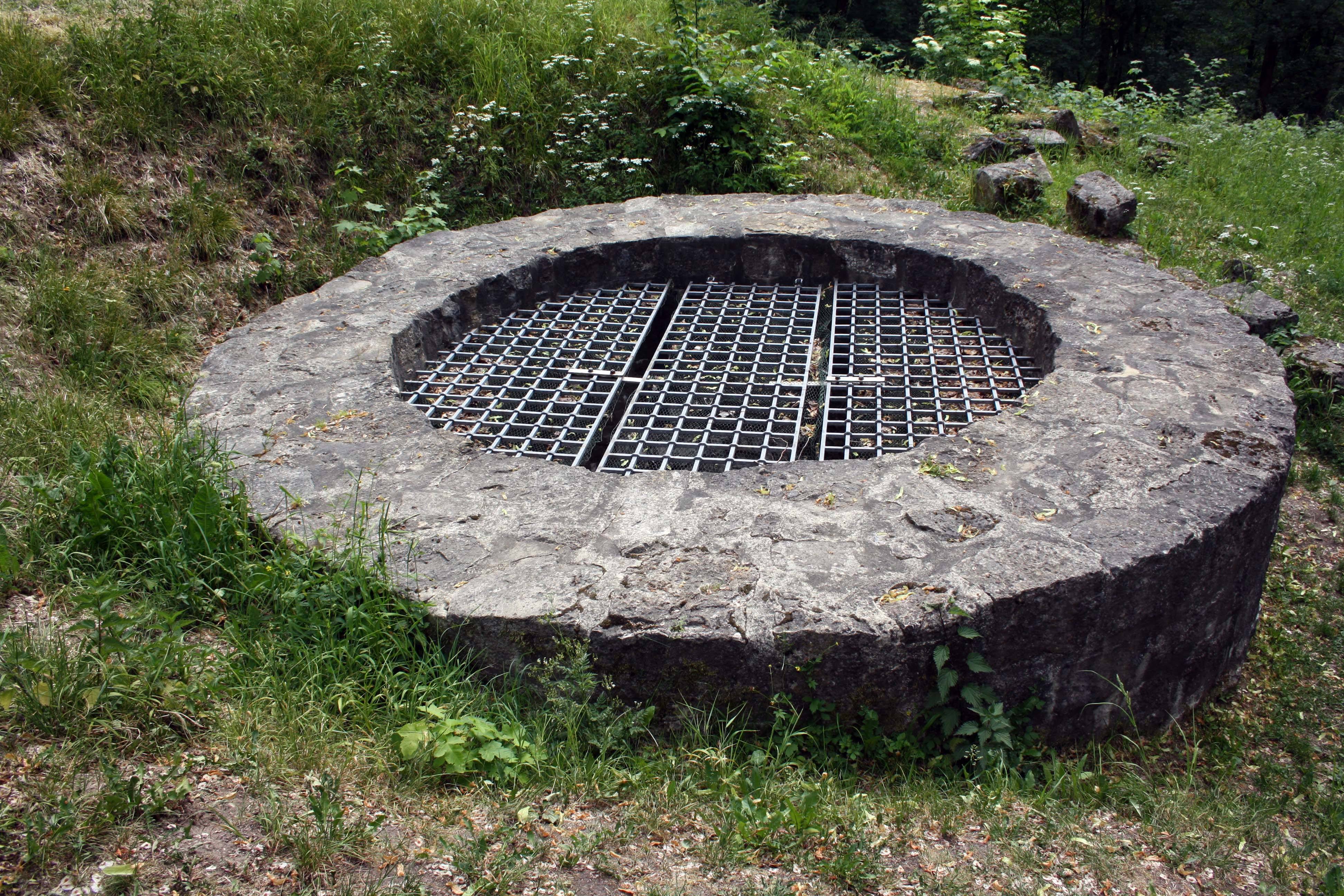